# Wapen van Uithuizermeeden
Het wapen van Uithuizermeeden werd op 11 november 1886 per Koninklijk Besluit door de Hoge Raad van Adel aan de Groninger gemeente Uithuizermeeden toegekend. Vanaf 1979 is het wapen niet langer als gemeentewapen in gebruik, omdat de gemeente Uithuizermeeden samen met gemeente Uithuizen opging in de gemeente Hefshuizen. De zeemeermin werd opgenomen in het wapen van Hefshuizen. In 1990 werd de gemeente uitgebreid door toevoeging van de gemeenten Kantens, Usquert en Warffum, waarna in 1992 de gemeentenaam werd gewijzigd in Eemsmond. De zeemeermin kwam ook terug in het wapen van Eemsmond als verwijzing naar Uithuizermeeden.
Uithuizermeeden heeft officieel nooit een kroon gevoerd. Het voorstel om een markiezenkroon te voeren werd in 1888 afgewezen omdat de gemeente Uithuizermeeden in de Napoleontische tijd werd gevormd en dus nooit voor 1795 in de provinciale staten van Groningen vertegenwoordigd werd als kerspel.

## Blazoenering
De blazoenering van het wapen luidt als volgt:
Van lazuur beladen met eenen zeemeermin, hebbende het bovenlijf van natuurlijke kleur, en het onderlijf, met staart en vinnen, geschubt van zilver, met opgeheven armen opstijgende uit eene zee van sinopel, waaruit achter de zeemeermin oprijzen korenaren van goud.
De heraldische kleuren zijn: azuur (blauw), goud (geel), sinopel (groen) en zilver.

## Verklaring
Het gebruik van de zeemeermin kent een lange geschiedenis. Het was het heraldische embleem van de rechtstoel van Uithuizen, die de heerlijkheden Uithuizen en Uithuizermeeden omvatte. In 1701 werd de rechtstoel verdeeld over de borgen Menkema en Rensuma, waarbij de familie Rensuma Uithuizermeeden kreeg. De zeemeermin kwam in het wapen van de familie Rensuma. De vroegste vermelding van de zeemeermin in het wapen van Uithuizermeeden was in 1848. De symbolen zee en de korenaren werden door de gemeente toegevoegd.

## Verwante wapens

Wapen van Hefshuizen
Wapen van Eemsmond

## Aeilsgat
Volgens de overlevering staat de zeemeermin in het Aeilsgat model voor het wapen.